# Dangerous (chanson de David Guetta)
Pour les articles homonymes, voir Dangerous.
Singles de David Guetta
Lovers on the Sun
(2014) What I Did for Love
(2014)
Singles par Sam Martin
Unbreakable
(2014)
Dangerous est une chanson de David Guetta, avec la participation vocale de Sam Martin. Elle est écrite par Guetta, Giorgio Tuinfort, Martin, Jason Evigan ainsi que par Lindy Robbins et a été produite par Guetta, Martin et Evigan. Publié le 6 octobre 2014 au format numérique, il s’agit également du deuxième single issu de son sixième album studio, intitulé Listen.
L'introduction au piano ainsi que la phrase mélodique d'accompagnement que l'on retrouve tout au long de la chanson s'inspire très clairement d'un passage d'Andare de Ludovico Einaudi[réf. nécessaire].

## Clip vidéo
Une lyric video a été publiée le 7 octobre 2014 sur la chaîne YouTube de Guetta. Celle-ci présente des clichés centrés sur le thème de l’espace et plus particulièrement des astronautes. Le clip vidéo officiel, produit par Jonas Åkerlund, a été publié le 2 novembre. Le clip vidéo officiel montre, lui, une course de Formule 1 remportée par David Guetta face notamment à James Purefoy et Romain Grosjean

## Formats et éditions
| 1. | Dangerous (en duo avec Sam Martin) | 3:23 |

| 1. | Dangerous (en duo avec Sam Martin) (David Guetta Banging Remix) | 6:07 |

| 1. | Dangerous (en duo avec Sam Martin) (version remixée par Robin Schulz) | 5:06 |

## Classement hebdomadaire
| Classement (2014)                       | Meilleure position |
| --------------------------------------- | ------------------ |
| Allemagne (Media Control AG)            | 1                  |
| Australie (ARIA)                        | 7                  |
| Autriche (Ö3 Austria Top 40)            | 1                  |
| Belgique (Flandre Ultratop 50 Airplay)  | 7                  |
| Belgique (Flandre Ultratop 50 Dance)    | 14                 |
| Belgique (Flandre Ultratop 50 Singles)  | 4                  |
| Belgique (Wallonie Ultratop 50 Airplay) | 1                  |
| Belgique (Wallonie Ultratop 50 Singles) | 1                  |
| Espagne (PROMUSICAE)                    | 3                  |
| États-Unis (Pop Airplay)                | 34                 |
| France (SNEP)                           | 1                  |
| France (SNEP Radio)                     | 1                  |
| Finlande (Suomen virallinen lista)      | 1                  |
| Hongrie (Single Top 40)                 | 4                  |
| Israël (Media Forest)                   | 1                  |
| Norvège (VG-lista)                      | 1                  |
| Pays-Bas (Nederlandse Top 40)           | 4                  |
| Pologne (Dance Top 50)                  | 24                 |
| Suède (Sverigetopplistan)               | 6                  |
| Suisse (Schweizer Hitparade)            | 1                  |
| Royaume-Uni (UK Singles Chart)          | 5                  |

## Certifications
| Région                                                                                                 | Certification | Ventes/Streams |
| --- | ------------- | -------------- |
| Belgique (BEA)                                                                                         | Or            |                |
| *Ventes selon la certification ^Mise en rayon selon la certification xNon précisé par la certification |               |                |